# Clavidesmus
Clavidesmus is een kevergeslacht uit de familie van de boktorren (Cerambycidae). De wetenschappelijke naam van het geslacht werd voor het eerst geldig gepubliceerd in 1945 door Dillon & Dillon.

## Soorten
Clavidesmus omvat de volgende soorten:
- Clavidesmus chicae Giorgi, 1998
- Clavidesmus columbianus Breuning, 1961
- Clavidesmus funerarius (Lane, 1958)
- Clavidesmus heterocerus (Buquet, 1852)
- Clavidesmus indistinctus Dillon & Dillon, 1952
- Clavidesmus lichenigerus (Lane, 1958)
- Clavidesmus metallicus (Thomson, 1868)
- Clavidesmus monnei Giorgi, 1998
- Clavidesmus rogueti Audureau, 2012
- Clavidesmus rubigineus Dillon & Dillon, 1949